# Gmina Møn
Gmina Møn (duń. Møn Kommune) była w latach 1970–2006 (włącznie) jedną z gmin w Danii w okręgu Storstrøms Amt.
Siedzibą władz gminy było miasto Stege.
Gmina Møn została utworzona 1 kwietnia 1970 na mocy reformy podziału administracyjnego Danii. Po kolejnej reformie w 2007 r. weszła w skład nowej gminy Vordingborg.

## Dane liczbowe
- Liczba ludności: (♀ 5770 + ♂ 5906) = 11 676
  - wiek 0-6: 6,7%
  - wiek 7-16: 12,4%
  - wiek 17-66: 61,9%
  - wiek 67+: 19,0%
- zagęszczenie ludności: 49,3 osób/km²
- bezrobocie: 5,5% osób w wieku 17-66 lat
- cudzoziemcy z UE, Skandynawii i USA: 171 na 10 000 osób
- cudzoziemcy z krajów Trzeciego Świata: 110 na 10 000 osób
- liczba szkół podstawowych: 3 (liczba klas: 51)